# Cloisonismus

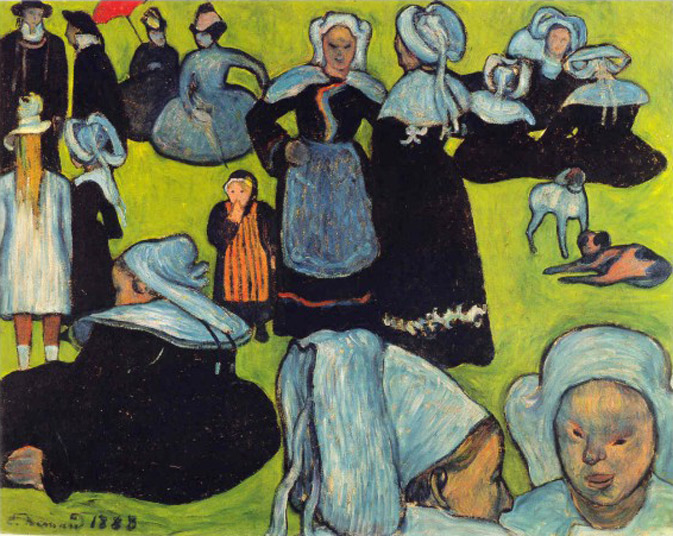
Émile Bernard: Bretonische Frauen auf der Wiese, 1888

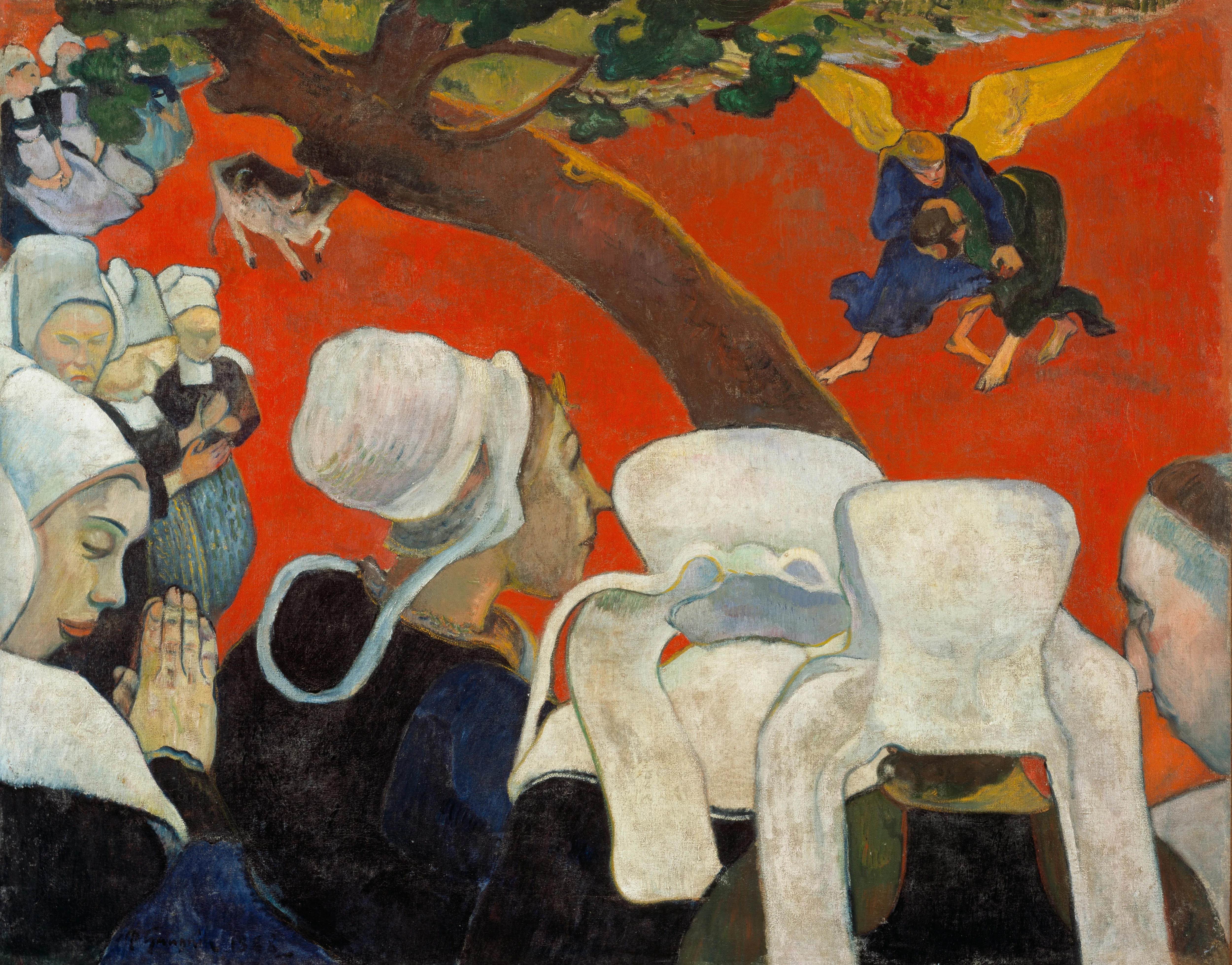
Paul Gauguin: Vision nach der Predigt oder Jakobs Kampf mit dem Engel, 1888

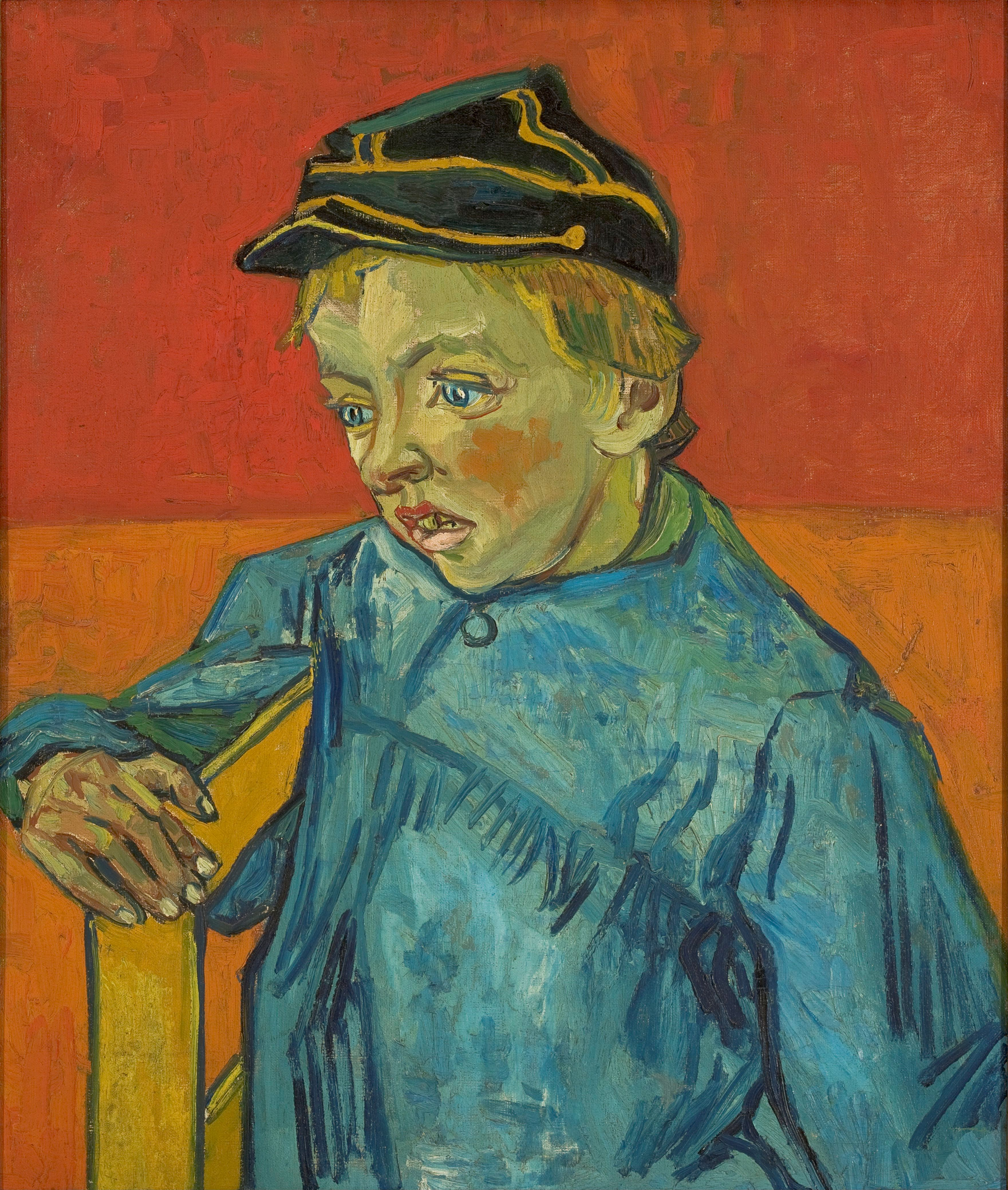
Vincent van Gogh: Schuljunge (Camille Roulin, Sohn des Briefträgers Joseph-Étienne Roulin), 1888

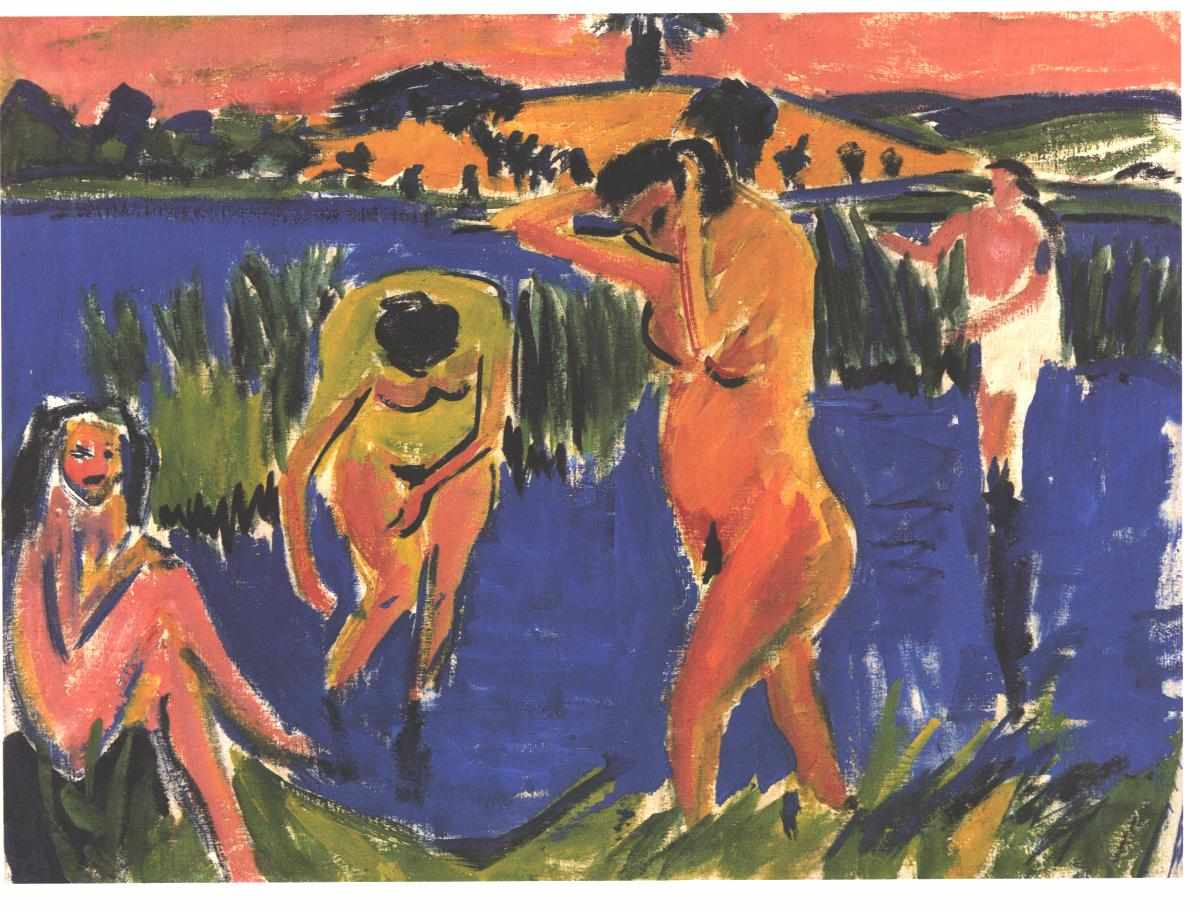
Ernst Ludwig Kirchner: Vier Badende, 1909

Der Cloisonismus (auch: Cloisonnismus, Cloisonné – von französisch cloison: Scheidewand, Verschlag; französisch cloisonner: unterteilen, durch eine Scheidewand trennen) bezeichnet eine Kunstform, bei der reine Farbtöne in großen Flächen von einer schwarzen oder farbigen Linie umrandet sind. Der Cloisonismus wurde beeinflusst durch die Technik des Drahtemails (Steg-Emaille, Zellenschmelz, Email zwischen Metalldrahtstegen), durch die mittelalterlichen Glasmalereien mit ihren Bleiruten und durch japanische Farbholzschnitte (siehe Japonismus). Anwendung findet der Cloisonismus zunächst im Symbolismus (Schule von Pont-Aven, Nabis), dann im Jugendstil, Expressionismus und in Comics.

## Malerei der Moderne
Im engeren Sinn ist der Cloisonismus eine Kunstströmung innerhalb der Malerei der Moderne, die im Jahr 1888 im Kreis der Künstler der Schule von Pont-Aven entwickelt wurde. Der Begriff wurde von dem französischen Kunstkritiker Édouard Dujardin geprägt und von ihm erstmals in einem am 9. Mai 1888 in der Revue Indépendante erschienenen Artikel verwendet. Dujardin nahm darin Bezug auf die kurz zuvor im Rahmen einer Ausstellung der belgischen Künstlergruppe Les XX (Les Vingt) in Brüssel gezeigten Gemälde des französischen Malers Louis Anquetin.
Der Ursprung des Cloisonismus ist auf die Überlegungen und Experimente zurückzuführen, denen sich, in Reaktion auf den Neoimpressionismus, Louis Anquetin und Émile Bernard im Jahr 1888 widmeten. Beide wandten sich von dem Divisionismus ab, mit dem sie zuvor experimentiert hatten, und entwickelten gemeinsam neue Strategien.
Merkmale des Cloisonismus sind die Ablehnung der Zentralperspektive, Reduzierung des Bildinhaltes auf seine elementaren Formen, flächenhafter Auftrag von meistens gesättigten Farben und insbesondere die starke Konturierung der Flächen, die Édouard Dujardin zu seiner Wortschöpfung inspirierte. Dieser bezeichnete die entsprechenden Werke als quelque chose comme une peinture par «compartiments», analogue au cloisonné, (deutsch: so etwas wie ein Gemälde aus «Abteilungen», analog zur Cloisonné-Technik), weshalb für die Erklärung des Cloisonismus oft auf die Technik der Zellenschmelzkunst (Cloisonné) hingewiesen wird, bei der die Farbflächen in Emailarbeiten durch Metallstege abgegrenzt werden. 
Bernards und Anquetins Errungenschaften wurden sehr bald von Paul Gauguin aufgegriffen und fanden im Synthetismus Verwendung. Weitere vom Cloisonismus inspirierte Künstler waren Paul Sérusier und verschiedene Nabis, darunter Henri Matisse, sowie Vertreter des Expressionismus.

## Repräsentative Werke
- Émile Bernard: Bretonische Frauen auf der Wiese, 1888
- Paul Gauguin: Vision nach der Predigt oder Jakobs Kampf mit dem Engel, 1888
- Paul Gauguin: Der gelbe Christus, 1889
- Vincent Van Gogh: Schuljunge, Camille Roulin (Sohn des Briefträgers Joseph-Étienne Roulin), 1888
- Henri Matisse (1869–1954): Das rote Atelier, 1911
- Ernst-Ludwig Kirchner: Vier Badende, 1909
- Georges Rouault (1871–1958): Der alte König, 1937